# 13914 Galegant
13914 Galegant eller 1980 LC1 är en asteroid i huvudbältet som upptäcktes den 11 juni 1980 av den amerikanska astronomen Carolyn S. Shoemaker vid Palomar-observatoriet. Den är uppkallad efter amerikanen Gale D. Gant.
Asteroiden har en diameter på ungefär 11 kilometer.